# Randy Williams
Randy Williams, född 23 augusti 1953 i Fresno i Kalifornien, är en amerikansk före detta friidrottare (längdhoppare).
Williams blev olympisk mästare på längdhopp vid olympiska sommarspelen 1972 i München.